# Superammasso della Vela
Il Superammasso della Vela (SCl 091) è un superammasso di galassie situato nella costellazione della Vela alla distanza di 212 milioni di parsec dalla Terra (circa 691 milioni di anni luce).
In vari database e pubblicazioni viene identificato alternativamente anche come Superammasso del Leone-Sestante.
Il superammasso è stato individuato solo recentemente a causa di interferenze della Zona di evitamento della nostra Via Lattea, ma se ne sospettava l'esistenza già da parecchio tempo. La "survey" ottica di un'area inesplorata della Zona di evitamento, nella costellazione della Vela, aveva permesso di identificare una concentrazione di circa 6.000 nuove galassie che indicavano la presenza di un importante cluster.
Quindi utilizzando prima lo spettrografo dell'Anglo-Australian 6dF e poi, nel febbraio 2014, con l'AAOmega multi-spectrograph dello stesso osservatorio, è stata confermata la presenza di superammasso di galassie nella regione.
Le sue dimensioni si dovrebbero attestare sui 30 x 75 x 70 milioni di parsec. Appare in connessione con il Superammasso dell'Idra-Centauro e sembra formare, insieme al Superammasso di Shapley e altri superammassi nelle costellazioni dell'Altare e del Triangolo, una grande struttura circolare.
In uno studio pubblicato nel novembre 2016 sono stati analizzati i redshift di circa 4500 galassie della regione, da cui risulterebbe una maggiore estensione del superammasso che dovrebbe attestarsi sui 115 x 90 milioni di parsec. Inoltre appare formato da due strutture murarie di dimensioni simili collegate da vari ammassi e gruppi di galassie.
Il Superammasso della Vela è formato principalmente dagli ammassi di galassie Abell 1024, Abell 1032, Abell 1066, Abell 1078, Abell 1080, Abell 1149, Abell 1171, Abell 1205, Abell 1238, tenendo presente, dalle ultime scoperte, che si contano 13 ammassi di galassie e 19 gruppi di galassie.
| Nome       | R.A. (J2000)  | Dec (J2000)  | Numero galassie | Redshift (z) | Distanza in milioni di anni luce |
| ---------- | ------------- | ------------ | --------------- | ------------ | -------------------------------- |
| Abell 1024 | 10h 28m 21.2s | +03° 46′ 08″ | 69              | 0,0734       | 949                              |
| Abell 1032 | 10h 30m 17.6s | +04° 00′ 36″ | 31              | 0,0794       | 1.021                            |
| Abell 1066 | 10h 39m 27.9s | +05° 10′ 46″ | 68              | 0,0699       | 907                              |
| Abell 1078 | 10h 43m 34.0s | +00° 38′ 15″ | 55              | 0,124339     | 1.544                            |
| Abell 1080 | 10h 43m 58.2s | +01° 05′ 14″ | 42              | 0,117865     | 1.470                            |
| Abell 1149 | 11h 03m 00.0s | +07° 37′ 50″ | 34              | 0,071        | 920                              |
| Abell 1171 | 11h 07m 28.6s | +02° 56′ 45″ | 43              | 0,0746       | 964                              |
| Abell 1205 | 11h 13m 20.7s | +02° 31′ 56″ | 63              | 0,0754       | 973                              |
| Abell 1238 | 11h 22m 58.0s | +01° 05′ 32″ | 63              | 0,0733       | 948                              |